# Landtagswahlkreis Burg
Der Landtagswahlkreis Burg (Wahlkreis 6) ist ein Landtagswahlkreis in Sachsen-Anhalt. Der Wahlkreis umfasste zur Landtagswahl in Sachsen-Anhalt 2021 vom Landkreis Jerichower Land die Einheitsgemeinden Biederitz, Burg, Möckern und Möser.
Der Wahlkreis wird in der achten Legislaturperiode des Landtages von Sachsen-Anhalt von Markus Kurze vertreten. Er vertritt den Wahlkreis seit der Wahl im Jahr 2002 und verteidigte das Direktmandat zuletzt bei der Landtagswahl am 6. Juni 2021 mit 38,5 % der Erststimmen.

## Wahl 2021
Im Vergleich zur Landtagswahl 2016 wurde der Zuschnitt des Wahlkreises nicht verändert. Auch Name und Nummer des Wahlkreises wurden nicht geändert.
Es traten acht Direktkandidaten an. Von den Direktkandidaten der vorhergehenden Wahl traten Markus Kurze und Allard Bernd von Arnim erneut an. Markus Kurze verteidigte das Direktmandat mit 38,5 % der Erststimmen. Jan Scharfenort zog über Platz 21 der Landesliste der AfD ebenfalls in den Landtag ein. Elrid Pasbrig rückte zu Beginn der Legislaturperiode in den Landtag nach.
|                         |                      | Erst- stimmen | Erst- stimmen | Zweit- stimmen | Zweit- stimmen |
| Bewerber                | Partei               | Anzahl        | %             | Anzahl         | %              |
| ----------------------- | -------------------- | ------------- | ------------- | -------------- | -------------- |
| Wahlberechtigte         | Wahlberechtigte      | 43.158        | 100,0         | 43.158         | 100,0          |
| Wähler                  | Wähler               | 27.278        | 63,2          | 27.278         | 63,2           |
| Ungültige Stimmen       | Ungültige Stimmen    | 511           | 1,9           | 473            | 1,7            |
| Gültige Stimmen         | Gültige Stimmen      | 26.767        | 98,1          | 26.805         | 98,3           |
| davon                   |                      |               |               |                |                |
| Markus Kurze            | CDU                  | 10.295        | 38,5          | 10.670         | 39,8           |
| Jan Scharfenort         | AfD                  | 5.514         | 20,6          | 5.464          | 20,4           |
| Rebekka Irma Grotjohann | DIE LINKE            | 2.962         | 11,1          | 2.805          | 10,5           |
| Elrid Pasbrig           | SPD                  | 3.309         | 12,4          | 2.425          | 9,0            |
| Werner Rüdiger Claus    | GRÜNE                | 1.219         | 4,6           | 1.256          | 4,7            |
| Allard Bernd von Arnim  | FDP                  | 1.870         | 7,0           | 1.657          | 6,2            |
| –                       | FREIE WÄHLER         | –             | –             | 599            | 2,2            |
| –                       | NPD                  | –             | –             | 59             | 0,2            |
| Carina Hansen           | Tierschutzpartei     | 1.056         | 3,9           | 566            | 2,1            |
| –                       | Tierschutzallianz    | –             | –             | 129            | 0,5            |
| –                       | LKR                  | –             | –             | 9              | 0,0            |
| –                       | Die PARTEI           | –             | –             | 159            | 0,6            |
| –                       | Gartenpartei         | –             | –             | 205            | 0,8            |
| –                       | FBM                  | –             | –             | 19             | 0,1            |
| –                       | TIERSCHUTZ hier!     | –             | –             | 145            | 0,5            |
| Maurice Trenkler        | dieBasis             | 542           | 2,0           | 344            | 1,3            |
| –                       | Klimaliste ST        | –             | –             | 9              | 0,0            |
| –                       | ÖDP                  | –             | –             | 22             | 0,1            |
| –                       | Die Humanisten       | –             | –             | 23             | 0,1            |
| –                       | Gesundheitsforschung | –             | –             | 89             | 0,3            |
| –                       | PIRATEN              | –             | –             | 89             | 0,3            |
| –                       | WiR2020              | –             | –             | 62             | 0,2            |

## Wahl 2016
Zur Landtagswahl 2016 umfasste der Wahlkreis vom Landkreis Jerichower Land die Einheitsgemeinden Biederitz, Burg, Möckern und Möser.
Es traten sieben Direktkandidaten an. Von den Kandidaten der Wahl 2011 traten Markus Kurze, Matthias Graner und Allard Bernd von Arnim erneut an. Markus Kurze verteidigte das Direktmandat mit 28,8 % der Erststimmen.
|                        |                   | Erst- stimmen | Erst- stimmen | Zweit- stimmen | Zweit- stimmen |
| Bewerber               | Partei            | Anzahl        | %             | Anzahl         | %              |
| ---------------------- | ----------------- | ------------- | ------------- | -------------- | -------------- |
| Wahlberechtigte        | Wahlberechtigte   | 44.511        | 100,0         | 44.511         | 100,0          |
| Wähler                 | Wähler            | 28.250        | 63,5          | 28.250         | 63,5           |
| Ungültige Stimmen      | Ungültige Stimmen | 589           | 2,1           | 575            | 2,0            |
| Gültige Stimmen        | Gültige Stimmen   | 27.661        | 97,9          | 27.675         | 98,0           |
| davon                  |                   |               |               |                |                |
| Markus Kurze           | CDU               | 7.956         | 28,8          | 8.478          | 30,6           |
| Kerstin Auerbach       | DIE LINKE         | 5.120         | 18,5          | 4.397          | 15,9           |
| Matthias Graner        | SPD               | 3.257         | 11,8          | 2.741          | 9,9            |
| Max Flügge             | GRÜNE             | 883           | 3,2           | 1.138          | 4,1            |
| –                      | ALFA              | –             | –             | 234            | 0,8            |
| –                      | Tierschutzallianz | –             | –             | 282            | 1,0            |
| Oliver Finzelberg      | AfD               | 6.306         | 22,8          | 5.960          | 21,5           |
| –                      | DIE RECHTE        | –             | –             | 105            | 0,4            |
| –                      | FBM               | –             | –             | 45             | 0,2            |
| Allard Bernd von Arnim | FDP               | 1.416         | 5,1           | 1.410          | 5,1            |
| Bernd Wünschmann       | FREIE WÄHLER      | 2.723         | 9,8           | 1.922          | 6,9            |
| –                      | MG                | –             | –             | 135            | 0,5            |
| –                      | NPD               | –             | –             | 357            | 1,3            |
| –                      | Die PARTEI        | –             | –             | 114            | 0,4            |
| –                      | Tierschutzpartei  | –             | –             | 357            | 1,3            |

## Wahl 2011
Bei der Landtagswahl in Sachsen-Anhalt 2011 waren 46747 Einwohner wahlberechtigt; die Wahlbeteiligung lag bei 52,7 %. Markus Kurze gewann das Direktmandat für die CDU.
| Bewerber               | Partei           | Erststimmen in % | Zweitstimmen in % |
| ---------------------- | ---------------- | ---------------- | ----------------- |
| Markus Kurze           | CDU              | 36,6             | 35,7              |
| Edeltraud Rogée        | Die Linke        | 22,7             | 22,0              |
| Matthias Graner        | SPD              | 23,2             | 22,7              |
| Karl Heinz Latz        | Freie Wähler     | 7,1              | 3,2               |
| Ramona Schmied-Hoboy   | GRÜNE            | 5,7              | 5,8               |
| Allard Bernd von Arnim | FDP              | 4,6              | 3,6               |
| –                      | NPD              | –                | 3,5               |
| –                      | Tierschutzpartei | –                | 1,4               |
| –                      | Piraten          | –                | 1,2               |
| –                      | SPV              | –                | 0,4               |
| –                      | MLPD             | –                | 0,2               |
| –                      | KPD              | –                | 0,1               |
| –                      | ödp              | –                | 0,2               |

## Wahl 2006
Bei der Landtagswahl in Sachsen-Anhalt 2006 traten folgende Kandidaten an:
| Name                             | Partei          | Erststimmen | Zweitstimmen |
| -------------------------------- | --------------- | ----------- | ------------ |
| Markus Kurze                     | CDU             | 39,6 %      | 41,1 %       |
| Edeltraud Rogée                  | Die Linke       | 22,0 %      | 21,9 %       |
| Matthias Graner                  | SPD             | 22,9 %      | 20,3 %       |
| Kevin Flügge                     | FDP             | 7,8 %       | 6,3 %        |
| Volker Voigt                     | GRÜNE           | 3,7 %       | 3,0 %        |
| Frank Endert                     | Off D-STATT-DSU | 4,0 %       | 0,8 %        |
| Wahlberechtigte: 46710 Einwohner |                 |             |              |
| Wahlbeteiligung: 46,7 %          |                 |             |              |

## Wahl 2002
Bei der Landtagswahl in Sachsen-Anhalt 2002 traten folgende Kandidaten an:
| Name                              | Partei        | Erststimmen | Zweitstimmen |
| --------------------------------- | ------------- | ----------- | ------------ |
| Markus Kurze                      | CDU           | 36,5 %      | 39,0 %       |
| Edeltraud Rogée                   | Die Linke     | 18,4 %      | 19,6 %       |
| Wilhelm Polte                     | SPD           | 24,3 %      | 18,4 %       |
| Wolfgang Rauls                    | FDP           | 17,4 %      | 14,5 %       |
| -                                 | GRÜNE         |             | 1,6 %        |
| Otto Voigt                        | Schill-Partei | 3,4 %       | 3,4 %        |
| -                                 | Sonstige      | -           | 3,5 %        |
| Wahlberechtigte: 48.801 Einwohner |               |             |              |
| Wahlbeteiligung: 57,6 %           |               |             |              |

## Wahl 1998
Bei der Landtagswahl in Sachsen-Anhalt 1998 traten folgende Kandidaten an:
| Name                              | Partei   | Erststimmen | Zweitstimmen |
| --------------------------------- | -------- | ----------- | ------------ |
| Udo Rönnecke                      | CDU      | 31,8 %      | 23,2 %       |
| Helmut Unger                      | PDS      | 20,9 %      | 18,3 %       |
| Uwe Nehler                        | SPD      | 39,7 %      | 36,1 %       |
| Heinz Pohl                        | FDP      | 5,1 %       | 4,2 %        |
| Ursula Kaiser-Haug                | GRÜNE    | 2,6 %       | 2,9 %        |
| -                                 | DVU      | -           | 13,2 %       |
| -                                 | Sonstige | -           | 2,1 %        |
| Wahlberechtigte: 51.528 Einwohner |          |             |              |
| Wahlbeteiligung: 71,9 %           |          |             |              |

## Wahl 1994
Bei der Landtagswahl in Sachsen-Anhalt 1994 traten folgende Kandidaten an:
| Name                              | Partei   | Erststimmen | Zweitstimmen |
| --------------------------------- | -------- | ----------- | ------------ |
| Udo Rönnecke                      | CDU      | 42,0 %      | 36,9 %       |
| Rosemarie Hein                    | PDS      | 18,8 %      | 18,3 %       |
| Uwe Nehler                        | SPD      | 31,1 %      | 35,1 %       |
| Hans-Joachim Horn                 | FDP      | 3,2 %       | 2,5 %        |
| Martin Spengler                   | GRÜNE    | 4,9 %       | 4,5 %        |
| -                                 | Sonstige | -           | 2,7 %        |
| Wahlberechtigte: 46.827 Einwohner |          |             |              |
| Wahlbeteiligung: 56,7 %           |          |             |              |

## Wahl 1990
Bei der Landtagswahl in Sachsen-Anhalt 1990 traten folgende Kandidaten an:
| Name                              | Partei                  | Erststimmen | Zweitstimmen |
| --------------------------------- | ----------------------- | ----------- | ------------ |
| Bernd Scheffler                   | CDU                     | 42,8 %      | 41,4 %       |
| Wilma Fischer                     | PDS                     | 11,2 %      | 11,2 %       |
| Dieter Schumann                   | SPD                     | 28,3 %      | 29,0 %       |
| Rüdiger Biallas                   | FDP                     | 9,2 %       | 9,9 %        |
| Dirk Hillmann                     | Grüne Liste/Neues Forum | 5,7 %       | 5,3 %        |
| Gudrun Angerhausen                | DFD                     | 1,7 %       | 1,1 %        |
| Günter Smok                       | DSU                     | 1,0 %       | 0,9 %        |
| -                                 | Sonstige                | -           | 1,2 %        |
| Wahlberechtigte: 46.726 Einwohner |                         |             |              |
| Wahlbeteiligung: 63,8 %           |                         |             |              |